# Philodendron camposportoanum
Philodendron camposportoanum är en kallaväxtart som beskrevs av Graziela Maciel Barroso. Philodendron camposportoanum ingår i släktet Philodendron och familjen kallaväxter. Inga underarter finns listade.